# Job (persoon)

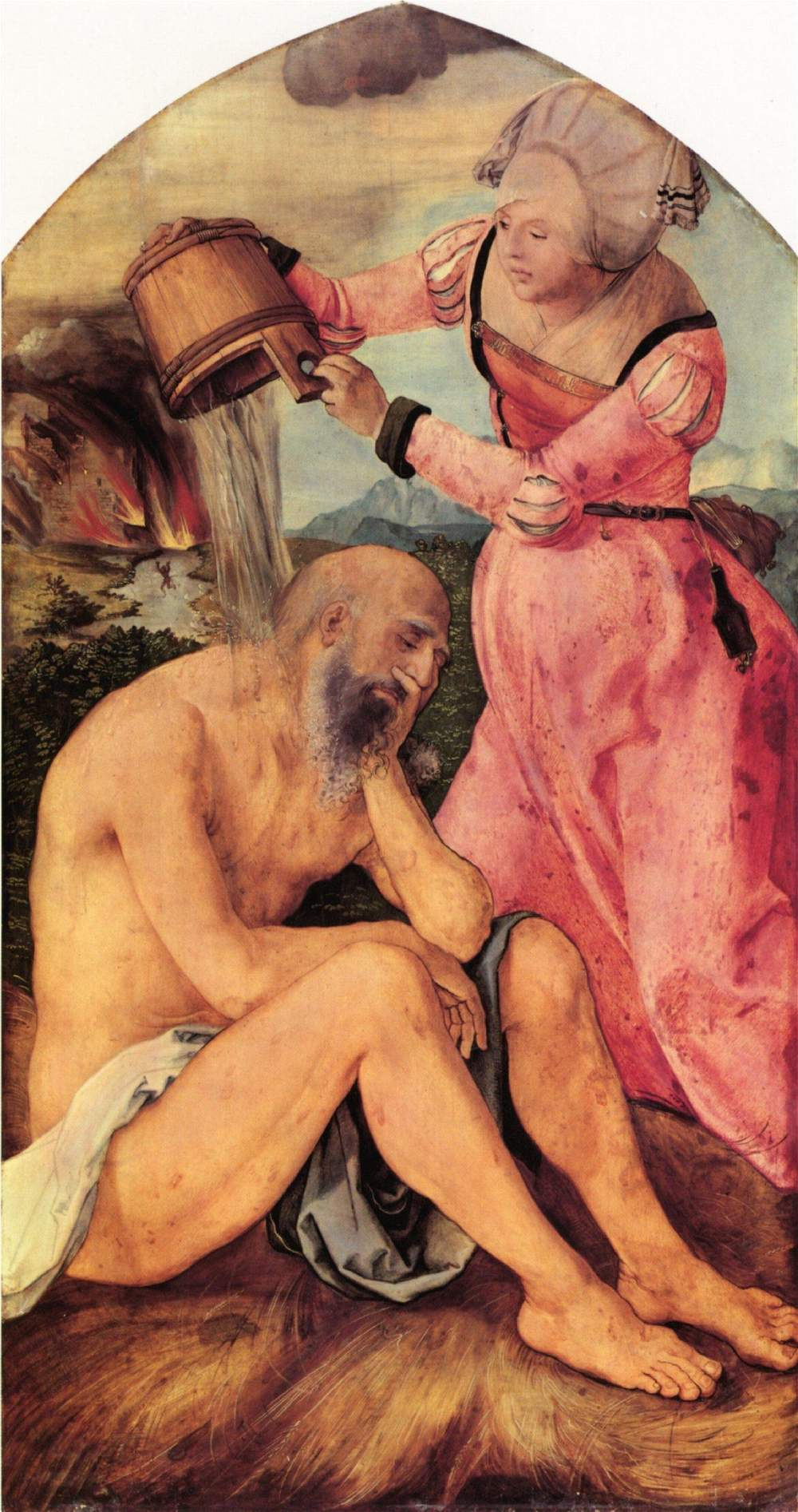
Job en zijn vrouw, Albrecht Dürer, ca. 1500-1503

Job (Hebreeuws: אִיּוֹב, Iyyov of ʾIyyôḇ) is een personage uit het gelijknamige boek Job in de Hebreeuwse Bijbel.

## Job in de Hebreeuwse Bijbel

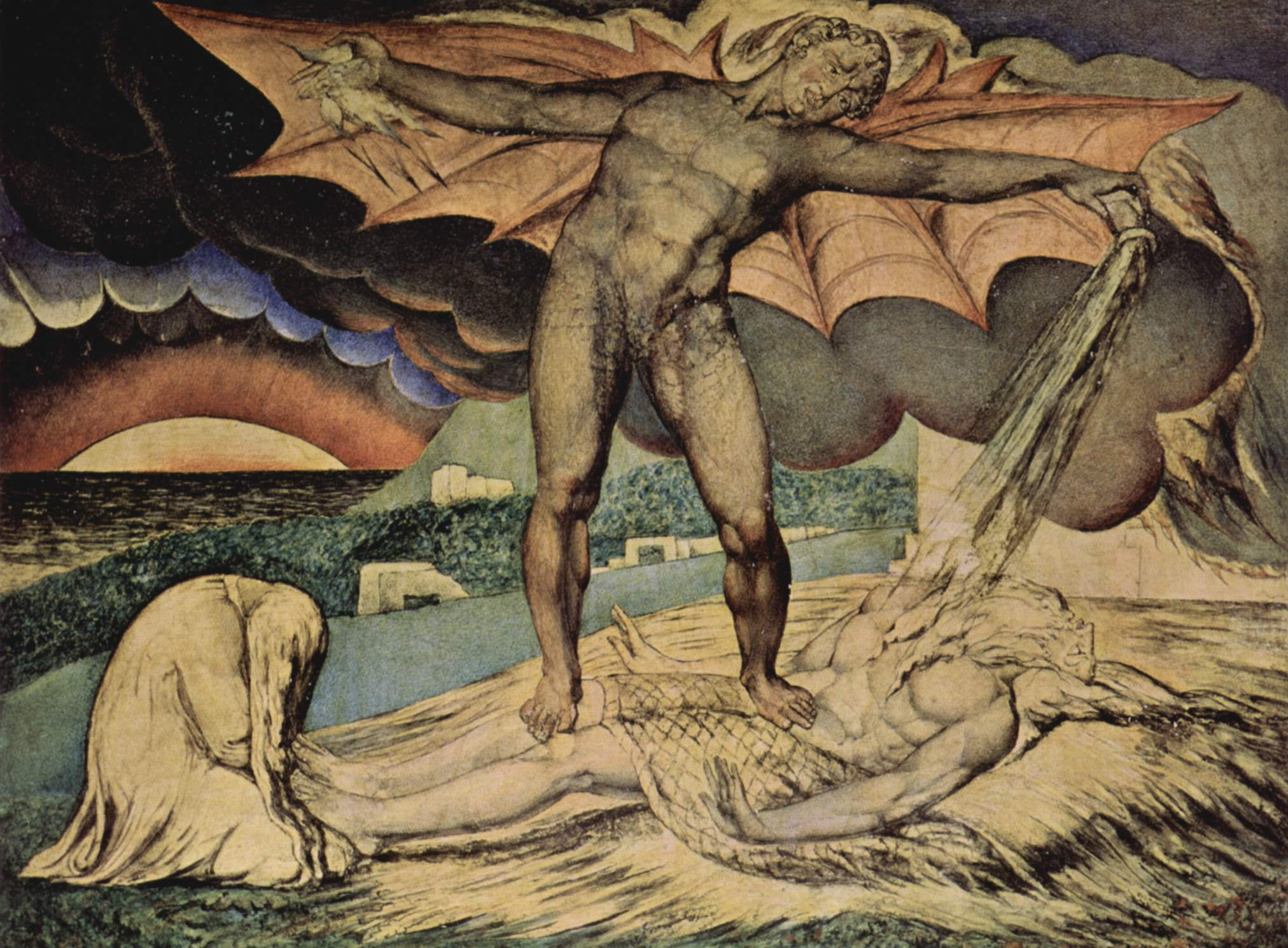
Satan stort de plagen over Job uit, William Blake, 1826-1827

Job wordt in de Hebreeuwse Bijbel beschreven als een gezegend, rijk man die woonde in Uz en godvrezend was. God stond Satan toe hem te gronde te richten. Job verloor zijn kinderen, zijn rijkdom en zijn gezondheid. Hij werd tot het uiterste op de proef gesteld, maar bleef aan zijn geloof vasthouden. Het grootste deel van het boek Job is de poëtische weergave van een gesprek tussen Job en drie vrienden. Deze vrienden hielden vol dat Jobs noodlot het gevolg was van diens zonden, maar Job bepleitte zijn onschuld. Job werd uiteindelijk openlijk door God in zijn eer hersteld, zijn vrienden hadden het niet bij het rechte eind. Job leefde hierna nog 140 jaar, over zijn uiteindelijke leeftijd wordt niet geschreven.
Job wordt in het boek Ezechiël drie maal genoemd als toonbeeld van rechtvaardigheid, naast Noach en Danel (in de traditie van de Masoreten vaak geïnterpreteerd als Daniël).

## Job in de Talmoed
Binnen het jodendom wordt Job gezien als een sterke persoonlijkheid en er zijn opvattingen dat hij een der drie adviseurs van de farao zou zijn geweest ten tijde van de geboorte van Mozes. Volgens een vertelling in de Talmoed zou Job hebben gezwegen omtrent het doden van mannelijke baby's, waarop God hem gestraft zou hebben.

## Job in het christendom
Job wordt in de Brief van Jakobus genoemd als toonbeeld van geduld. Daarbij zal eerder aan de proloog dan aan het poëtische gedeelte van het boek gedacht zijn.

### Christelijke heilige
Job wordt zowel in de Rooms-Katholieke Kerk als in de Oosters-Orthodoxe Kerk als een heilige vereerd (Sint-Job of Job de Aartsvader), hoewel hij – mocht hij hebben bestaan – vele eeuwen vóórdat er sprake was van christendom is overleden. Diverse kerken en kapellen zijn aan hem gewijd. Zijn feestdag is 10 mei in de westerse kerken, 6 mei in de oosterse kerken, en 27 april in de Ethiopisch-orthodoxe Kerk. Job wordt gewoonlijk afgebeeld als een man met een baard, zittend op een mesthoop. Hij wordt dan ook aangeroepen tegen melaatsheid, syfilis, aambeien, huiduitslag, zweren, schrammen en builen; tegen alle vormen van narigheid en pijn. Ook werd hij wel als patroon gezien van ziekenhuizen en hospitalen en tegen de melaatsheid. In deze rol is hij geleidelijk verdrongen door Sint-Rochus.

#### Verering in België en Nederland

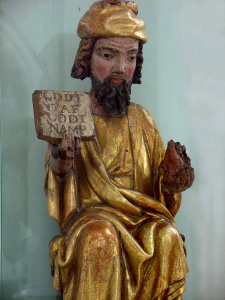
beeld van Job in Sint Martinuskerk in Wezemaal

In de late middeleeuwen was Wezemaal (Vlaams-Brabant, België) een bedevaartsoord. Job wordt er nog vereerd in de Martinuskerk. 
Op de tweede zondag van mei vindt in Belsele Puivelde (Oost-Vlaanderen) jaarlijks de bedevaart plaats ter ere van St Job.(?)
In België bestaat het plaatsje Sint-Job-in't-Goor rond de parochiekerk van St-Job. Wellicht was deze kerk eerst een kapel verbonden aan een Jobs-gasthuis?
Hij wordt ook vereerd in de Nederlandse plaatsen Heeze en Berkel-Enschot (Noord-Brabant). Laatstgenoemde plaats kent op 10 mei ook een St.-Jobsbedevaart.

## Historiciteit
Er is geen historisch materiaal waaruit blijkt dat Job daadwerkelijk bestaan heeft. Wat men over Job meent te weten, is afkomstig uit religieuze geschriften waarvan de historische betrouwbaarheid niet is vast te stellen. Het boek Job is een poëtisch werk uit de wijsheidsliteratuur. Het is niet geschreven als een historisch boek en wijkt eveneens af van de boeken uit de afdeling Profeten.
De meeste joden, waaronder bijvoorbeeld rabbijn Simeon ben Laquish, nemen aan dat Job geen historisch persoon geweest is. In deze opvatting is Job een literaire creatie door een profeet die deze schrijfvorm gebruikte om een goddelijke boodschap over te brengen. Het boek zou geschreven zijn onder goddelijke inspiratie, bedoeld om een theologische waarheid over te brengen, maar het zou niet bedoeld zijn om in de historische zin als letterlijk waar te worden beschouwd.
In het algemeen geldt dat de meeste joden, christen en moslims het verhaal over Job niet als historisch beschouwen, maar dat fundamentalistische stromingen dat vaak wel doen. Sommige creationisten geloven dat Job een historische persoon is omdat in het boek het klimaat van het Midden-Oosten beschreven wordt zoals het in de ijstijd was. Er wordt gesproken over ijs, hagel en zware regen en sneeuwval.

## Graf
Verspreid over het Midden-Oosten en Centraal-Azië zijn er meerdere locaties waar de graftombe van Job zich zou bevinden:
- In het dorpje Al-Jura in Israël, niet ver van het Meer van Tiberias, is een graftombe van Job.
- In het zuiden van Oman, niet ver van de stad Salalah, is een graftombe van Job.
- In de stad Viranşehir, in het zuidoosten van Turkije, is eveneens een graftombe van Job.
- In de Centraal-Aziatische stad Buchara is ook een graftombe van Job.
- In het zuiden van Irak is ook een tombe van Job.
- De Libanese Druzen claimen dat de graftombe van Job zich bevindt in het Choufgebergte, waar zij wonen.

Er is geen bewijs dat een van deze zes locaties het echte graf van Job is.

## In de taal
De naam van Job is een vast onderdeel geworden in bepaalde samenstellingen en standaarduitdrukkingen, zoals Zo arm als Job zijn. Met een jobstijding wordt een erg slecht bericht bedoeld. Degene die een dergelijk bericht brengt wordt wel jobsbode genoemd. Een jobsvriend is iemand die zich ogenschijnlijk als een vriend voordoet, maar die als het tegenzit de ander keihard laat vallen.
In het Vlaams bestaat de uitdrukking Sint Job kent zijn volk.

## Externe bron
- Heiligennet
- https://openchurches.eu/nl/evenementen/12376
- https://web.archive.org/web/20220524005002/https://sintniklaaswest.be/index.php/kerkplekken/sint-job-puivelde